# Renzo Testolin
Renzo Testolin (Aosta, 28 marzo 1968) è un politico italiano, presidente della Valle d'Aosta dal 2 marzo 2023. Ha precedentemente ricoperto la stessa carica ad interim dal 16 dicembre 2019 al 21 ottobre 2020.

## Biografia
Nato ad Aosta nel 1968, ha studiato contabilità e ha lavorato come consulente finanziario prima di assumere la sua prima carica politica nel 1995, anno in cui viene eletto consigliere comunale a Aymavilles, comune di cui sarà vicesindaco dal 2005 al 2010.
Membro dell'Union Valdôtaine, Testolin viene eletto consigliere regionale per la prima volta in occasione delle elezioni regionali del 2013, venendo confermato anche in occasione della tornata elettorale del 2018.
Nel 2019 è divenuto Presidente della Valle d'Aosta ad interim, in seguito alle dimissioni del suo predecessore Antonio Fosson. Rieletto consigliere regionale alle elezioni regionali del 2020, mantiene la guida della giunta regionale fino al 21 ottobre 2020, giorno dell'insediamento come Presidente di Erik Lavévaz.
A seguito delle dimissioni di Lavévaz, avvenute il 18 gennaio 2023, il successivo 2 marzo viene eletto Presidente della Valle d'Aosta alla seconda votazione ricevendo 19 voti. Nel primo tentativo, avvenuto il 24 febbraio 2023, non aveva raggiunto la maggioranza di 18 voti.
La sua giunta, la trentaquattresima, risulta così composta:
|  | Assessore              | Partito             | Incarico |
|  | ---------------------- | ------------------- | --- |
|  | Luigi Bertschy         | Alliance Valdôtaine | Vicepresidente della Regione Assessore allo Sviluppo economico, Formazione e Lavoro, Trasporti e Mobilità sostenibile |
|  | Luciano Caveri         | Alliance Valdôtaine | Assessore agli Affari europei, Innovazione, PNRR e Politiche nazionali per la montagna                                |
|  | Marco Carrel           | Pour l'Autonomie    | Assessore all'Agricoltura e Risorse naturali                                                                          |
|  | Giulio Grosjacques     | Union Valdôtaine    | Assessore al Turismo, Sport e Commercio                                                                               |
|  | Carlo Marzi            | Stella Alpina       | Assessore alla Sanità, Salute e Politiche sociali                                                                     |
|  | Jean-Pierre Guichardaz | Partito Democratico | Assessore ai Beni e alle attività culturali, Sistema educativo e Politiche per le relazioni intergenerazionali        |
|  | Davide Sapinet         | Union Valdôtaine    | Assessore alle Opere pubbliche, Territorio e Ambiente                                                                 |